# Zale involuta
Zale involuta là một loài bướm đêm trong họ Erebidae.